# Pseudococcus pseudobscurus
Pseudococcus pseudobscurus är en insektsart som beskrevs av Mckenzie 1964. Pseudococcus pseudobscurus ingår i släktet Pseudococcus och familjen ullsköldlöss. Inga underarter finns listade i Catalogue of Life.